# Pilar
Pilar (ursprünglich eigentlich María del Pilar) ist ein weiblicher Vorname, der in einigen Regionen gelegentlich auch als weiterer Vorname für Männer vergeben wird, vor allem wenn diese am Gedenktag Unserer Lieben Frau auf dem Pfeiler, dem 12. Oktober, geboren sind; ein Beispiel hierfür ist der ehemalige mexikanische Fußballtorhüter José Pilar Reyes.

## Herkunft und Bedeutung
Der Vorname Pilar stammt aus dem Spanischen und leitet sich von Unserer Lieben Frau auf dem Pfeiler ab, einem Gnadenbild der Jungfrau Maria in Saragossa. Das spanische  Pilar bedeutet „Säule“ oder „Pfeiler“.

## Namensträgerinnen
- Pilar Bardem (1939–2021), spanische Schauspielerin
- Pilar Baumeister (1948–2021), deutsch-spanische Schriftstellerin
- Pilar Bayer Isant (* 1946), spanische Mathematikerin
- Pilar Bellido (* 1969), peruanische Badmintonspielerin
- Pilar del Castillo Vera (* 1952), spanische Politikerin (PP)
- Pilar Castro (* 1970), spanische Schauspielerin
- Pilar Homem de Melo (* 1963), portugiesische Sängerin
- Pilar López Júlvez (1912–2008), spanische Tänzerin und Choreografin
- Pilar Lorengar (1928–1996), spanische Opernsopranistin
- Pilar Mateos (* 1942), spanische Autorin von Kinder- und Jugendbüchern
- Pilar Miró (1940–1997), spanische Drehbuchautorin und Regisseurin
- Pilar Orero (* 1959), spanische Übersetzungswissenschaftlerin
- Pilar Pascual (* 2001), argentinische Schauspielerin, Sängerin und Tänzerin
- Pilar Quintana (* 1972), kolumbianische Schriftstellerin
- Pilar Seurat (1938–2001), philippinische Filmschauspielerin und Tänzerin
- Pilar Velázquez (* 1946), spanische Schauspielerin

## Gebrauch als Familienname
- Adolf Pilar von Pilchau (1851–1925), livländischer Landmarschall und deutsch-baltischer Politiker
- Gjuro Pilar (auch Đuro, Georg; 1846–1893), österreichisch-ungarischer Geologe und Mineraloge
- Gregorio del Pilar (1875–1899), philippinischer General
- Ivo Pilar (1874–1933), kroatischer Jurist, Publizist und Politiker
- Josephine Pilars de Pilar (* 1967), deutsche Sopranistin
- Magda del Pilar Seehawer (* 1946), kubanische Malerin und Textilkünstlerin
- Marcelo H. del Pilar (1850–1896), philippinischer Satiriker
- Maria del Pilar von Bayern (1891–1987), bayrische Prinzessin und Künstlerin
- Mario Pilar (Schauspieler, 1927) (* 1927), französischer Schauspieler
- Mario Pilar (Schauspieler, 1940) (1940–1997), französischer Schauspieler
- Martin Pilar (1861–1942), kroatischer Architekt
- Milan Pilar (* 1934), deutscher Jazz- und Unterhaltungsmusiker
- Roman Pilar († 1937), Mitglied der Tscheka-GPU-OGPU-NKWD
- Sandra del Pilar (* 1973), mexikanisch-deutsche Künstlerin
- Theodor Kotzebue-Pilar von Pilchau (1848–1911), russischer Generalleutnant
- Walter Pilar (1948–2018), österreichischer Schriftsteller und Künstler